# Morena Shirokaja
Die Morena Shirokaja (englische Transkription von russisch Морена Широкая Morena Schirokaja, deutsch ‚Breite Moräne‘) ist eine Moräne im ostantarktischen Mac-Robertson-Land. Sie liegt an der Nordostflanke des Lambert-Gletschers.
Russische Wissenschaftler benannten sie deskriptiv.